# Museo Universitario Alejandro Rangel Hidalgo
El Museo Universitario Alejandro Rangel Hidalgo es un museo ubicado en el poblado de Nogueras, en el municipio de Comala, Colima, México. Fue fundado en 1996 para honrar la memoria del pintor Alejandro Rangel Hidalgo.
El museo forma parte del conjunto cultural Nogueras. En la construcción de los gruesos y antiguos muros se encuentran cinco salas que contienen una colección de piezas prehispánicas reunidas por Alejandro Rangel Hidalgo y los trabajadores de su antigua hacienda azucarera, quién las entregó a la Universidad de Colima para su exhibición, así como una colección de sus obras artísticas, tales como sus pinturas, algunos muebles y herrería. Las piezas expuestas fueron encontradas en el subsuelo de Nogueras y sus alrededores, cuyo rasgo común es la existencia de una excelente factura y calidad estética en comparación a otras piezas provenientes de las demás regiones. Rangel Hidalgo tardó más de 40 años en formar dicha colección. 
En las demás salas del museo se exhiben dibujos, pinturas originales y muebles diseñados por el notable artista y realizados en la Escuela de Artesanías Comala, así como las numerosas tarjetas de Navidad que le dieron reconocimiento internacional al ser premiadas y divulgadas por la UNICEF en 1962. Asimismo, el museo expone una sala en la cual pueden observarse antiguos utensilios que fueron utilizados en las cocinas típicas mexicanas.
La restauración del lugar contó con la participación del arquitecto Gonzalo Villa Chávez.